# ألونزو جي. درابر
ألونزو جي. درابر (بالإنجليزية: Alonzo G. Draper)‏ هو ضابط أمريكي، ولد في 6 سبتمبر 1835 في براتلبورو في الولايات المتحدة، وتوفي في 3 سبتمبر 1865 في Brazos Island ‏ في الولايات المتحدة.